# Museu da Farmácia
O Museu da Farmácia é um museu dedicado à história da actividade farmacêutica com instalações  iniciais apenas no edifício da Associação Nacional das Farmácias, em Santa Catarina, em Lisboa, inauguradas em Junho de 1996, tendo sido em 2010 criado um pólo do Museu na cidade do Porto.
As primeiras peças que deram origem a este museu foram as doadas à Associação Nacional de Farmácias, pelo Dr. Salgueiro Basso à qual se seguiram várias doações de outros farmacêuticos associados e de outras instituições.

## Coleção
O acervo deste museu representa 5000 anos de história da Saúde e é constituído por inúmeras peças de diversas origens geográficas (Egipto, Roma, Mesopotâmia, etc), sendo de salientar, a reconstituição de quatro Farmácias, como por exemplo, uma Farmácia de Macau, assim como uma farmácia portátil do século XVIII e a farmácia portátil levada a bordo do Space Shuttle Endeavour na missão STS-97. 
Mostra também diversas máquinas e aparelhos utilizados pelas boticas no fabrico e armazenamento de medicamentos, como almofarizes, vasos de botica, frascos de farmácia de vidro, balanças, matrazes, farmácia portátil utilizada por Roald Amundsen na expedição ao Polo Norte em 1911, farmácia portátil usada por Carlos Sousa no Lisboa Dakar 2006, etc.
Uma das peças mais raras em exposição é uma Pedra de Goa.
O Museu da Farmácia também pode ser visitado no Porto (Zona Industrial - Ramalde), cuja colecção abrange 500 milhões de anos da história da luta do homem na cura da doença e alívio da dor. O espólio reúne objectos de raro valor histórico, artístico, antropológico e científico oriundo de civilizações e culturas tão distantes no tempo e no espaço como a Mesopotâmia, o Egipto, a Grécia, Roma, os Incas, os Astecas, o Islão, a África, o Tibete, a China, o Japão entre outras. O património da farmácia portuguesa está representado pela excelente reconstituição da Farmácia Estácio do Porto, que estava localizada na Rua Sá da Bandeira.
Os Correios de Portugal editaram uma colecção de selos com imagens de algumas peças do Museu da Farmácia

## Prémios
- Melhor Museu Português em 1996, 1997, 1998
- Melhor Projecto Farmacêutico em 1999
- Prémio Almofariz em 1999
- Prémio Nacional de Design e de Comunicação em 2002
- Nominated for the European Museum of the Year Award em 2004
- Prémio Melhor Serviço de Extensão Cultural em 2008